# 鞍馬街道
鞍馬街道（くらま かいどう）とは、日本の街道の一つ。平安遷都の頃からの古街道で、京都御所と鞍馬寺を結び、山城国から丹波国・若狭国まで延びていた。鞍馬大路（くらまおおじ、古語：くらまおほぢ）ともいう。

## 概要
往時の起点である「鞍馬口（くらまぐち）」は、「出雲路口（いずもじぐち）」ともいい、「京の七口」の一つで、出雲路橋西詰付近にあった（現在住所は京都府京都市北区出雲路立テ本町内）。最寄りの「鞍馬口町」や「出雲路鞍馬口」にその名を残す。1970年（昭和45年）3月には、京都市が「出雲路鞍馬口」銘の石標を建てた。
なお、鞍馬口駅の駅名になっている現在地名の「鞍馬口」は、烏丸通と鞍馬口通の交差点である「烏丸鞍馬口」に由来していて、元来の「鞍馬口」とは関係の無い別所である（cf. 鞍馬口駅#鞍馬へのアクセス駅との誤解）。また、現在の道路としてある「鞍馬口通」は、元来の「鞍馬口（出雲路口）」も、それより西にある現在の「鞍馬口」も通っていてややこしい。
平安京と丹波国・若狭国を結ぶ物流の道で、御所から見て北の山奥にあって風水上の北方守護の要であった鞍馬寺と遷都以前からあった貴船神社へ延びる参詣道でもあった。
現在そのルートは分割されており、京都市内では、鞍馬口通の一部、下鴨中通（府道103号と重複）の一部、府道40号の一部、府道38号の一部などが、旧･鞍馬街道に相当している。